# 古斯塔沃·古鐵雷斯
古斯塔沃·古鐵雷斯·梅里诺（西班牙語：Gustavo Gutiérrez Merino；1928年6月8日—2024年10月22日），秘魯神學家，多明我會教士，為《解放神學》一書的作者與解放神學的代表人物。他指出解放神學是使人類歷史得到解放、更新的神學[1]，並對拉丁美洲的社會、歷史及神學有深入的見解與批判，現於聖母大學當神學教授，主要教授系統神學。

## 成長
古鐵雷斯具有印第安血統，是弱勢群體，二次大戰後儘管拉美各國民族主義高漲，紛紛擺脫殖民主義而獨立，但經濟、社會和政治結構絲毫未有重大改變，權力仍掌控在少數地主及獨裁軍事者手上，引發他想改變現狀。[2]
骨髓炎曾讓古鐵雷斯在年輕時長期臥在病床，而且也造成他終身要跛著行走。但是藉著禱告，閱讀以及家人和朋友，他在受苦中得到盼望。[3] 有學者認為因為病痛，使他從小形成對貧窮者與被壓迫者的認同信念。[4]
他在利馬大學開始神學教育課程後，深深體會到他所受的傳統古典教育與他所處的神學現況格格不入。這也是當他與城市貧民區裡的貧窮者有更進一步的接觸了解時，解放神學的思想理念在1960至70年代逐一形成。[5]

## 古鐵雷斯的解放神學觀

### 尋求與經文對話來理解人生
尋求與經文對話，來理解殘酷而現實的人生，通常會質疑傳統的解釋。其釋經學是一種諸多疑忌的釋經學，並非猜疑經文，乃是質疑文化，質疑傳統採用的解經方法。這種釋經進路，容許信徒在聖經裡的經文和故事中找到答案，知道在歷史中應當採取什麼樣的實際行動。[6]

### 通過被壓迫者的眼光瞭解聖經
古鐵雷斯的著作是從窮人的視角寫作的；他已翻譯成英文的著作有《一種解放神學》、《歷史上窮人的力量》、《我們喝自己井的水》、《論約伯》等，通過被壓迫者、歷史的受害者的眼光瞭解聖經、基督教信仰、歷史與主體性。[7]

### 將教會定為聖禮，結合貧窮與上帝的無條件的愛
他認為教會是上帝恩典的的一種聖禮，而作為一種聖禮，[8] 教會又在拉丁美洲提供了一種先知性的見證。[9] 一種賞賜性的靈性生活繁榮起來，一種基於上帝在窮人中間的臨在的靈性生活，結合了貧窮與上帝的無條件的愛。[10]

## 對解放神學理解的演變
他在2013年的著作《與貧困者同行》不只出我們要投入人群更新世界，使貧窮與上帝的無條件的愛結合，更進一步提出要與貧窮者同行。[11]

### 給貧窮人優先選擇
當我們給最貧窮的與最弱小的優先選擇時，才開始展現上帝普遍性的愛，一種比較少被現代社會結構的排除性的方式所污染，例如每個基督徒用自己的方式，優先對這些被壓迫者與貧窮者述說上帝的愛。

### 跟受壓迫的人建立友誼
去陪伴、去愛、去親近並且去解緩每個個體的受苦，隨著想要顯示你跟我是有關係的意圖，這是一種愛的表達的方式。[12]

## 著作
- 《解放神學的各種視角》(1973年)
- 《我們喝自己的井水：一個民族的靈修旅程》(1983年)
- 《福傳與站在窮人的立場》(1987年)